# Freitag rzeźbiący popiersie Heweliusza
Freitag rzeźbiący popiersie Heweliusza – obraz olejny namalowany przez Wilhelma Augusta Stryowskiego w 1870 roku.
Obraz przedstawia Rudolfa Freitaga rzeźbiącego popiersie Jana Heweliusza w swojej gdańskiej pracowni.
Obraz znajduje się w zbiorach Muzeum Narodowego w Gdańsku.